# Kenney (Illinois)
Pour les articles homonymes, voir Kenney.
Kenney est un village du comté de DeWitt dans l'Illinois, aux États-Unis,. Il est incorporé le 14 août 1902. Le village est baptisé en référence à Moses Kenney, son fondateur.

## Démographie
Lors du recensement de 2010, le village comptait une population de 326 habitants. Elle est estimée, en 2016, à 320 habitants.

## Source de la traduction
- (en) Cet article est partiellement ou en totalité issu de l’article de Wikipédia en anglais intitulé « Kenney, Illinois » (voir la liste des auteurs).